# Pennekamp
Pennekamp (1992-2006) est un cheval de course pur-sang anglais, spécialisé dans les courses de plat. 

## Carrière de courses
Acquis à l'amiable par le Cheikh Mohammed al Maktoum dans son Kentucky natal, Pennekamp est en envoyé dans les boxes d'André Fabre à Chantilly. Il débute par une brillante victoire à Évry puis enchaîne au cœur de l'été dans une Listed disputée à Deauville. Ses deux probants succès lui valent de s'élancer dans la peau du favori dans le Prix de la Salamandre,  où il démontre une nouvelle fois sa capacité d'accélération. André Fabre aurait pu s'en tenir là pour cette saison, et attendre sagement les classiques pour 3 ans. Mais l'entraîneur choisit d'aller défier les Anglais dans les Dewhurst Stakes, la course anglaise la plus prestigieuse pour les 2 ans, qui en général décide du favori des Guinées du printemps suivant. Nouvelle démonstration du french raider, qui est aussitôt propulsé favori des classiques et se voit décerné un superbe rating de 124 par la FIAH. Assurément, il y a un poulain hors du commun en Europe en cette année 1994. Mais il n'est pas le seul. Tous les yeux sont braqués sur autre juvenile, anglais celui-ci, du nom de Celtic Swing : il vient de produire deux envolées et il abrège le règne de Pennekamp une semaine après les Dewhurst Stakes en réduisant en bouillie ses adversaires dans le Racing Post Trophy, qu'il remporte de 12 longueurs. Les superlatifs pleuvent sur le poulain entraîné par Lady Herries, qui passe pour l'un des plus impressionnants 2 ans jamais vus sur un hippodrome. La FIAH dégaine un rating de 130, comme pour le phénoménal Arazi, et Timeform un historique 138, le plus haut jamais accordé à un 2 ans. Autant dire que l'hiver semble interminable.   
Au printemps, Pennekamp effectue sa rentrée dans le Prix Djebel, avec à la clé une victoire facile. Une semaine plus tard, Celtic Swing l'imite de l'autre côté de la Manche, même si sa victoire dans les Greenham Stakes n'a pas été si spectaculaire. Les deux rivaux à distance vont enfin en découdre. Mais à vrai dire ils sont peu nombreux ceux qui croient à une réelle rivalité, tant Celtic Swing semble venu d'un autre monde : le public de Newmarket ne vient pas assister à un combat entre deux poulains surdoués, mais à une démonstration. Au betting, Celtic Swing est favori devant Pennekamp et un autre Français invaincu, Diffident, compagnon de couleurs et d'écurie de celui-ci. Durant la course, Pennekamp, comme à son habitude, est maintenu à l'arrière-garde par son jockey Thierry Jarnet, tandis que Celtic Swing est aux avant-postes. À l'heure de vérité, le favori accélère et prend résolument l'avantage mais sans déployer ses ailes, voit fondre à son extérieur Pennekamp, qui lui prend une longueur, mais s'accroche, répond, repart et lutte : une tête séparent les deux champions sur le poteau, mais c'est bien Pennekamp qui l'a emporté.   
Il n'y aura pas de revanche : Celtic Swing, à la surprise et la déception générales, fuit le Derby d'Epsom au profit du french Derby (qu'il remportera). Pennekamp, lui, honore son titre de roi des 3 ans en se présentant au départ de la plus prestigieuse des courses anglaises. Mais, grand favori et méconnaissable, il sombre complètement et laisse la lumière à un autre poulain d'exception qui se révèle à cette occasion, Lammtarra. La première défaite de Pennekamp sera la dernière : le poulain s'est blessé durant la course, on ne le reverra plus.     

### Résumé de carrière
| Date         | Hippodrome  | Pays        | Course                      | Statut      | Distance    | Jockey         | Place       | Écart       | Vainqueur ou deuxième |
| 1994, 2 ans  | 1994, 2 ans | 1994, 2 ans | 1994, 2 ans                 | 1994, 2 ans | 1994, 2 ans | 1994, 2 ans    | 1994, 2 ans | 1994, 2 ans | 1994, 2 ans           |
| ------------ | ----------- | ----------- | --------------------------- | ----------- | ----------- | -------------- | ----------- | ----------- | --------------------- |
| 29 juin      | Évry        | France      | Prix de Choisy-le-Roi       | Maiden      | 1 200 m     | Thierry Jarnet | 1er / 4     | 4           | Tycoon King           |
| 9 août       | Deauville   | France      | Prix du Haras de la Huderie | Listed      | 1 400 m     | Thierry Jarnet | 1er / 6     | 3/4         | Done Well             |
| 11 septembre | Longchamp   | France      | Prix de la Salamandre       | Gr. 1       | 1 400 m     | Thierry Jarnet | 1er / 8     | 3/4         | Montjoy               |
| 14 octobre   | Newmarket   | Royaume-Uni | Dewhurst Stakes             | Gr. 1       | 1 400 m     | Thierry Jarnet | 1er / 5     | 1           | Green Perfume         |
| 1995, 3 ans  |             |             |                             |             |             |                |             |             |                       |
| 15 avril     | Évry        | France      | Prix Djebel                 | Listed      | 1 200 m     | Thierry Jarnet | 1er / 4     | 1 ½         | Bene Erit             |
| 6 mai        | Newmarket   | Royaume-Uni | 2000 Guineas                | Gr. 1       | 1 600 m     | Thierry Jarnet | 1er / 11    | tête        | Celtic Swing          |
| 10 juin      | Epsom       | Royaume-Uni | Derby                       | Gr. 1       | 2 400 m     | Thierry Jarnet | 11e / 15    | 21          | Lammtarra             |

## Au haras
Après la grande désillusion d'Epsom, Pennekamp s'installe à Kildangan Stud, le haras irlandais de son propriétaire. Et c'est une autre désillusion : Pennekamp s'avère un piètre étalon, donnant un seul vainqueur de groupe, même si certains de ses produits se sont signalé en obstacles et que si ses filles ont donné une poignée de très bons chevaux. Miraculé en 2000 après une grave crise de coliques, il quitte l'élevage Darley pour le Haras du Logis, en France, avant de passer une saison en Suède en 2004 puis de revenir dans un haras irlandais où il est proposé à 3 000 euros la saillie, une bouchée de pain pour un tel cheval. Victime de problèmes de santé, il meurt en 2006.  

## Origines
Pennekamp est né aux États-Unis en 1992, l'année où son père Bering rentrait au pays natal, en France, après quatre saisons de monte dans le Kentucky. Bering, vainqueur du Prix du Jockey Club et dauphin du légendaire Dancing Brave dans le Prix de l'Arc de Triomphe, aura connu un succès limité outre-Atlantique, ses produits s'exprimant mieux sur le vieux continent, comme en témoignent American Post (Prix Jean-Luc Lagardère, Racing Post Trophy, Poule d'Essai des Poulains), Matiara (Poule d'Essai des Pouliches), et ses filles, qui au haras donnèrent Harbinger et Stradivarius.
La mère, Coral Dance, fut une excellente 2 ans, deuxième du Prix Marcel Boussac et troisième du Prix d'Aumale (Gr.3). Mais elle n'avançait plus à 3 ans et fut envoyée aux États-Unis, où elle ne réussit pas davantage. En revanche, elle est devenue une formidable poulinière, mère de : 
- Nasr El Arab (par Al Nasr) : Carleton F. Burke Handicap (Gr.1),Oak Tree Invitational Handicap (Gr.1), Charles H. Strub Stakes (Gr.1). (USA-G1), San Juan Capistrano Invitational Handicap (Gr.1), Prix Hocquart, La Coupe de Maisons-Laffitte (Gr.3). 2e Hollywood Turf Handicap. 3e Hollywood Turf Cup (Gr.1), Prix Greffulhe.
- Gift of Dance (par Trempolino), mère de :
  - Round Pond (par Awesome Again) : Breeders' Cup Distaff, Acorn Stakes (Gr.1), Apple Blossom Handicap (Gr.1), mère de :
    - Highland Falls (par Curlin) : Jockey Club Gold Cup.
- Black Minnaloushe (par Storm Cat) : Irish 2000 Guineas, St. James's Palace Stakes, 3e Sussex Stakes.

Cette famille maternelle de l'élevage de René Wattine s'est aussi signalé dans les années 60 avec Carvin (frère de Carvinia, la deuxième mère de Pennekamp) qui, appartenant à la fameuse génération née en 1962, celle de Sea Bird, remporta le Critérium de Saint-Cloud et pris la troisième place du Prix du Jockey Club derrière Reliance et Diatome.  

### Pedigree
| Origines de Pennekamp (USA), mâle bai né en 1992 | Origines de Pennekamp (USA), mâle bai né en 1992 | Origines de Pennekamp (USA), mâle bai né en 1992 | Origines de Pennekamp (USA), mâle bai né en 1992 |
| ------------------------------------------------ | ------------------------------------------------ | ------------------------------------------------ | ------------------------------------------------ |
| Père Bering 1983                                 | Arctic Tern 1973                                 | Sea Bird                                         | Dan Cupid                                        |
| Père Bering 1983                                 | Arctic Tern 1973                                 | Sea Bird                                         | Sicalade                                         |
| Père Bering 1983                                 | Arctic Tern 1973                                 | Bubbling Beauty                                  | Hasty Road                                       |
| Père Bering 1983                                 | Arctic Tern 1973                                 | Bubbling Beauty                                  | Almahmoud                                        |
| Père Bering 1983                                 | Beaune 1974                                      | Lyphard                                          | Northern Dancer                                  |
| Père Bering 1983                                 | Beaune 1974                                      | Lyphard                                          | Goofed                                           |
| Père Bering 1983                                 | Beaune 1974                                      | Barbra                                           | Le Fabuleux                                      |
| Père Bering 1983                                 | Beaune 1974                                      | Barbra                                           | Biobelle                                         |
| Mère Coral Dance 1978                            | Green Dancer 1972                                | Nijinsky                                         | Northern Dancer                                  |
| Mère Coral Dance 1978                            | Green Dancer 1972                                | Nijinsky                                         | Flaming Page                                     |
| Mère Coral Dance 1978                            | Green Dancer 1972                                | Green Valley                                     | Val de Loir                                      |
| Mère Coral Dance 1978                            | Green Dancer 1972                                | Green Valley                                     | Sly Pola                                         |
| Mère Coral Dance 1978                            | Carvinia 1970                                    | Diatome                                          | Sicambre                                         |
| Mère Coral Dance 1978                            | Carvinia 1970                                    | Diatome                                          | Dictaway                                         |
| Mère Coral Dance 1978                            | Carvinia 1970                                    | Coraline                                         | Fine Top                                         |
| Mère Coral Dance 1978                            | Carvinia 1970                                    | Coraline                                         | Copelina (famille 20-d)                          |